# 8541 Schalkenmehren
8541 Schalkenmehren eller 1993 TZ32 är en asteroid i huvudbältet som upptäcktes den 9 oktober 1993 av den belgiske astronomen Eric W. Elst vid La Silla-observatoriet. Den är uppkallad efter den tyska byn Schalkenmehren.